# Madog ap Maredudd
 Madog ap Maredudd  fut prince de Powys pendant 28 ans  de 1132 à février (?) 1160. Il est le fils et le successeur de Maredudd ap Bleddyn et le dernier souverain à régner sur l'ensemble du royaume de Powys

## Biographie
Madog ap Maredudd succède à son père en 1132. Le début de son règne coïncide avec la fin de celui d'Henri Ier d'Angleterre et le début de celui d'Étienne d'Angleterre  dont les droits au trône étaient contestés. Cette situation lui permet de consolider sa situation en  entretenant de bonnes relations avec les souverains anglais et de sécuriser ainsi  sa frontière à l'est.
Afin de se ménager également une alliance à l'ouest Madog avait épousé Susanna une fille de Gruffydd ap Cynan roi de Gwynedd. Au cours de la première partie du XIIe siècle le royaume de Gwynedd avait étendu son autorité sur les petites principautés du Nord du Pays de Galles et après la mort de son beau-père, Owain ap Gruffydd son ambitieux beau-frère entreprend de poursuivre l'expansion de sa puissance vers le Powys.
En 1149 Madog  et son allié  Ranulph de Gernon comte de Chester se confrontent à Owain lors de la bataille de Coleshill. Owain Gwynedd  victorieux annexe le cantref de Iâl, le cœur du Royaume de Powys. La même année mettant à profit la guerre civile en Angleterre Madog reconstruit   le château d'Oswestry sur un territoire qui avait été concédé aux Fitzalan, mais il  doit donner le Cyfeiliog à ses neveux Owain et Meurig, dont le premier épouse Gwenlian une fille d'Owain Gwynedd. La plus grande partie du Powys demeurera sous l'autorité d'Owain Gwynedd jusqu'en 1157. 
Cette année-là Henri II d'Angleterre effectue sa première expédition militaire dans le Pays de Galles. Bien que Madog  ait officiellement rallié le parti de la résistance  nationale organisée par Owain Gwynedd il demeure en fait un spectateur du conflit sans doute lié par un accord secret avec le nouveau roi d'Angleterre. Bien que son frère Iorweth Goch  n'ait pas réussi à prendre le château de Iâl  cette opération militaire anglaise permet à Madog de retrouver sa souveraineté sur le Powys où il règne jusqu'à sa mort en 1160. 

## Mort et succession
Madog ap Maredudd meurt à Winchester et est inhumé dans l'église Saint Tysilio de Maifod. Son fils ainé Llewelyn est tué peu après et le Powys est partagé entre ses trois autres fils, son frère Iorweth Goch (c'est-à-dire « le Rouge »), mort après 1166, qui reçoit Mawddwy et le cantref de Mochnant, et son neveu Owain Cyfeiliog.

## Postérité
Il avait épousé Susanna, une fille de Gruffydd ap Cynan, dont il eut
- Llywelyn, tué en 1160,
- Owain Fychan, † 1187, seigneur du cantref de Mechain (1160-1187),
- Owain Brogyntyn (en), † après 1188, seigneur d'Edeirnion (1160-1188),
- Gruffydd Maelor I, seigneur du cantref de Maelor, puis de l'ensemble du Nord-Powys,
- Gwenllian épouse de Rhys ap Gruffydd de Deheubarth,
- Maredd épouse de Iorweth Drwyndwn fils de Llywelyn le Grand